# Purnell Pratt
Purnell B. Pratt (* 20. Oktober 1878 in Bethel, Clay County, Illinois; † 25. Juli 1941 in Hollywood, Kalifornien) war ein US-amerikanischer Schauspieler.

## Leben und Karriere
Purnell Pratt machte mit der Komödie A Venetian Romance im Jahr 1904 sein Debüt am Broadway, wo er bis in die späten 1920er Jahren in zahlreichen Produktionen auftrat. Parallel zu seinen Theaterrollen machte Pratt 1914 sein Filmdebüt und war drei Jahre später in der Erstverfilmung von Earl Derr Biggers Seven Keys to Baldpate an der Seite von George M. Cohan zu sehen. Ab Mitte der 1920er Jahre trat er regelmäßiger in Filmen auf und schaffte einige Jahre später mit seiner Spracherfahrung als Theaterschauspieler den Sprung in den Tonfilm.
In der Pre-Code-Ära der frühen 1930er Jahre erhielt Pratt einige seiner besten Rollen. Zu seinen bekanntesten Filmen zählen die Gangsterfilm-Klassiker Der öffentliche Feind (1931), in dem er den prügelnden Vater eines späteren Gangsterbosses spielte, und Scarface (1932), in dem er als Zeitungsverleger überlegt, wie er über Kriminalität berichten soll. In der oscarprämierten Vicki-Baum-Verfilmung Menschen im Hotel (1932) spielte Pratt die Rolle des Doktors Zinnowitz. Er stellte meist ernst wirkende und autoritäre Nebenfiguren dar, oft Polizisten oder Staatsanwälte, manchmal auch zwielichtige Charaktere wie Gangsterbosse oder korrupte Politiker. Insgesamt trat er bis in sein Todesjahr in über 110 Filmproduktionen auf. Pratt war von 1902 bis zu seinem Tod mit Julia C. Price verheiratet.

## Filmografie (Auswahl)
- 1914: The Great Diamond Robbery
- 1917: Seven Keys to Baldpate
- 1925: Die Frau, die gelogen hat (The Lady Who Lied)
- 1929: The Locked Door
- 1929: The Trespasser
- 1929: Alibi
- 1930: Common Clay
- 1930: Paid
- 1930: Sinners’ Holiday
- 1931: Spätausgabe (Five Star Final)
- 1931: Bachelor Apartment
- 1931: The Public Defender
- 1931: Irrwege des Lebens (Dance, Fools, Dance)
- 1931: Der öffentliche Feind (The Public Enemy)
- 1932: Skyscraper Souls
- 1932: Scarface
- 1932: Rasputin: Der Dämon Rußlands (Rasputin and the Empress)
- 1932: Emma, die Perle (Emma)
- 1932: Menschen im Hotel (Grand Hotel)
- 1933: Mast- und Schotbruch! (Son of a Sailor)
- 1933: A Shriek in the Night
- 1933: I Cover the Waterfront
- 1934: Men in White
- 1934: The Secret Bride
- 1935: Skandal in der Oper (A Night at the Opera)
- 1935: 1,000 Dollars a Minute
- 1935: The Casino Murder Case
- 1935: Magnificent Obsession
- 1935: Diamanten-Jim (Diamond Jim)
- 1935: In blinder Wut (Black Fury)
- 1936: Der Held der Prärie (The Plainsman)
- 1936: Verbrecherjagd (Murder with Pictures)
- 1936: Um den Krügerdiamanten (The Return of Sophie Lang)
- 1937: High, Wide and Handsome
- 1937: Hoheit tanzt inkognito (Rosalie)
- 1939: Second Fiddle
- 1940: Colorado Sunset
- 1941: Pot o’ Gold
- 1941: Blüten im Staub (Blossoms in the Dust)
- 1941: Life Begins for Andy Hardy

## Einzelbelege
1. ↑  Purnell Pratt in der Internet Broadway Database, abgerufen am 13. Mai 2020 (englisch)
2. ↑  Hal Erickson: Purnell Pratt (Memento vom 19. Oktober 2021 im Internet Archive) bei AllMovie (englisch)
3. 1 2  Purnell Pratt – Bio. In: Internet Movie Database. Abgerufen am 13. Mai 2020.

| Personendaten    | Personendaten                                   |
| ---------------- | ----------------------------------------------- |
| NAME             | Pratt, Purnell                                  |
| ALTERNATIVNAMEN  | Pratt, Purnell B.                               |
| KURZBESCHREIBUNG | US-amerikanischer Theater- und Filmschauspieler |
| GEBURTSDATUM     | 20. Oktober 1878                                |
| GEBURTSORT       | Bethel, Clay County, Illinois                   |
| STERBEDATUM      | 25. Juli 1941                                   |
| STERBEORT        | Hollywood, Kalifornien                          |